# Перевалочные базы афганской оппозиции (1979-1989)
Перевалочные базы афганской оппозиции (1979—1989) — органы в системе тылового обеспечения в повстанческой борьбе афганской оппозиции с Правительством ДРА и контингентом Советских войск в период Афганской войны в 1980-е годы.

## Спонсоры и предназначение
Перевалочные базы афганской оппозиции размещались на хорошо охраняемых территориях в труднодоступных горных районах приграничья — лидерами исламских партий афганской оппозиции на средства иностранных спонсоров из Саудовской Аравии, США, ряда западно-европейских, исламских и арабских государств, а также крупных пожертвований из частных фондов. В них размещали склады вооружения и боеприпасов, приобретённых в США, КНР, Египте, Израиле, Пакистане, Чехословакии, Индии и других странах.

— Арсенал из Ирана и Пакистана караванами до 100 вьючных животных на автотранспорте — в сопровождении конвоя до 100 мятежников формирований исламских партий переправлялось через границу в Афганистан на приграничные перевалочные базы. Там оно хранилось, укомплектовывалось и караванами доставлялось в перевалочные пункты.

— Перевалочные базы и перевалочные пункты являлись промежуточными органами материального снабжения формирований вооружённой оппозиции. Их размещали на караванных маршрутах в приграничных с Пакистаном и Ираном районах. Перевалочные пункты функционировали в глубине территории страны.. Движение больших караванов по территории Афганистана по подконтрольной правительственным и советским войскам в основном велось ночью. При транспортировке грузов использовалось свыше ста маршрутов, наиболее крупные из них были: бадахшанское, кунар-нангархарское, газни-гардезское, кандагарское, гильмендское, фарахское, гератское.

## Крупные перевалочные базы
Перевалочные базы и пункты были (как следует из их названия) промежуточными органами снабжения оппозиции. Их содержали на караванных маршрутах вблизи границ с Пакистаном и Ираном (а пункты — и в глубине территории ДРА). Именно на них осуществляли перегрузку оружия, боеприпасов, материальных средств с транспортов, пришедших из Пакистана и Ирана, на транспорт оппозиционных отрядов, действующих в самом Афганистане. Здесь же при необходимости можно было длительное время хранить оружие и боеприпасы.— Инфраструктура сопротивления. «Тайны афганской войны». Глава IV. «Как воюют моджахеды?» генерал-майор Ляховский А.А., Забродин В.М.
Марульгад, Рабати-Джали, Шинарай, Кокари-Шаршари, Джавара, Льмархауза, Ангуркот, Ходжамульк, Мианпушта, Анандара, Шагали, Тангисейдан. Ряд крупных перевалочных баз — Марульгад, Шинарай, Джавара, Рабати-Джали, одновременно выполняли функции базовых районов. Некоторые перевалочные базы, в частности Джавара, строились «на протяжении многих лет», начиная с периода до свершения «Апрельской» (Саурской) революции 1978 года. Их деятельность обуславливалась борьбой с Правительством Мухаммеда Дауда.

## Перевалочные базы на границе с Пакистаном и Ираном
Из воспоминаний командующего 40-й Армии генерала армии Виктора Ермакова

 Поступающее в Пакистан вооружение и боеприпасы, предназначенные для отправки в Афганистан доставлялись к границе или на перевалочные базы в приграничной зоне. Здесь формировались караваны... Наша задача состояла в высадке тактического воздушного десанта в указанные районы для захвата опорных пунктов душманов, а также перевалочных баз, на которых размещались склады с боеприпасами.— Командующий 40-й Армией генерал армии Виктор Ермаков книга «Афганский зной» с. 126; с. 202.
Перевалочные базы в провинции Кунар представляли собой участок местности, приспособленный для складирования и хранения оружия, боеприпасов и продовольствия и других материальных ресурсов для дальнейшей переправки в глубь территории ДРА.
 
— База хорошо оборонялась и находилась под прикрытием средств ПВО, в основном крупнокалиберных пулемётов ДШК. Её главной целью было обеспечение отрядов оппозиции вооружением, боеприпасами, снаряжением и продовольствием, а так же приём диверсионных групп засланных из Пакистана.

— Основную нагрузку по перевалке через пакистанскую границу в провинции Кунар несли перевалочные базы расположенные в районе населённого пункта Дангам в 10 километрах юго-восточнее города Асмар (она была главной) и вспомогательная — в районе населённого пункта Чикар в 8 километрах восточнее города Асадабад, также существовала перевалочная база в населённом пункте Варикар.
 
— В уезде Кама провинция Нангархар отряд численностью 300—400 человек оборудовал перевалочную базу, для хранения вооружения и боеприпасов, из которой регулярно совершались нападения на окрестности города Джелалабад, осуществлялись засады на автомагистрали «Кабул — Джелалабад» приневолено использовалось местное гражданское население.

## «Джавара»
Наиболее крупной перевалочной базой вооружённой афганской оппозиции в период Афганской войны (1979—1989) в зоне афгано-пакистанской границы была перевалочная база и крупный укрепрайон «Джавара». Через неё шла перевалка 20 % от общей иностранной помощи афганской оппозиции от союза моджахедов Пешаварская семёрка.

## «Кокари-Шаршари»
Другой крупной перевалочной базой, построенной по проекту западно-германских инженеров-фортификаторов в афгано-иранской приграничной полосе была «Кокари-Шаршари». Она переваливала основной поток иностранной помощи из Ирана.

## Логистика
В Пакистан из различных государств морем и воздухом доставлялись военные грузы для афганской оппозиции. Существовало два трафика снабжения.

— Первый из Карачи в Кветту — морем. Корабли прибывали — от 2 до 4 раз в месяц.

— Второй из Равалпинди (авиабаза ВВС Пакистана — «Чаклала») железнодорожными составами на склад Ойхри в Пешавар.

Оба пункта доставки — и Кветта и Равалпинди были расположены на границе с Афганистаном.
В Равалпинди (Чаклала) груз поступал со складов из Саудовской Аравии (авиабаза ВВС Саудовской Аравии — «Дхаран»). С приграничной полосы на Пакистанской границе, бесчисленное количество путей снабжения вели в Афганистан..
В период Афганской войны (1979—1989) было установлено шесть главных маршрутов (путей) для доставки военных грузов афганской оппозиции (1979—1989).

— Первый и главный маршрут, «северо-восточный» из Читрал (Пакистан) — в Пандшерское ущелье и, в Файзабад, а оттуда в северные провинции. Он был наиболее коротким, надежным и менее затратным. Однако этот маршрут имел сезонный фактор. В период «с ноября по май», он был непроходим из-за снега..

— Второй, «восточный» самый активный маршрут пролегал из Парачинара (в переводе с дари «клюв попугая») через Алихейль (провинция Пактия) в провинцию Логар, через него проходило приблизительно 40 % от всего объёма грузов. Он был наиболее коротким до Кабула, протяжённостью 7 дней в пути. Он использовался в том числе и для передвижений на север через горные долины близ Мазари-Шариф, но он был наиболее долговременным, более одного месяца. Этот маршрут был особенно проблемным с точки зрения препятствий со стороны правительственных сил ДРА и Советских войск.

— Третий — «юго-восточный», тянулся от Мирам Шах через Джавару в провинцию Логар. Колонны и караваны расходились по развилке либо на Гардез либо на Газни, он же, в случае необходимости использовался для снабжения в северном направлении, через горные участки местности. Этот маршрут, использовался также часто.

— Четвертый маршрут брал начало в Кветте, пересекал пакистано-афганскую границу в районе Чаман и пролегал в направлении города Кандагар, а также в ближайшие южные провинции. Данный маршрут проходил по открытой местности и требовал использования скоростных транспортных средств. Данный маршрут, как и метод доставки был очень опасен, поскольку подозрительные транспортные средства уничтожались наземными и воздушными силами ОКСВА.

— Пятый маршрут пролегал на отдалении до 400 км на запад, в южной провинции Гильменд до сравнительно небольшой перевалочной базы у Гирзи-Джангл, используемой для снабжения провинций: Гильменд, Нимруз, Фарах и Герат. Данный маршрут подвергался частым нападениям. За исключением редких случаев конвою удавалось пройти не атакованным. Местность по которой пролегал маршрут представляла открытую территорию, с низкой густонаселённостью, на которой было сложно запросить боевую поддержку. Транспорт, движущийся на север от пакистанской границы, легко себя обнаруживал с воздуха и попадал под удары авиации и засады подразделений ОКСВА. Для доставки груза в Герат, требовалась неделя.

— Шестой маршрут пролегал через Иран. Он был надежен и прост. Для доставки грузов в провинции Фарах и Герат было необходимо сначала проделать длинный путь на запад — вдоль границы Белуджистана в Иран, а затем ещё 600 километров — на север от города Захедан в Иране, вдоль ирано-афганской границы в направлении Герата. Однако, данный маршрут имел свои сложности. Всякий раз транспортируя груз по этому маршруту, требовалось заблаговременно — за 6 месяцев получить от иранской стороны разрешение на пересечение границы с указанным перечнем груза, поскольку разрешался ввоз исключительно ручного огнестрельного вооружения. Конвой тщательно досматривался и на обратном пути.

В 1983 году по данным маршрутам снабжения прошло 10 тысяч тонн оружия и боеприпасов. В 1987 году поставки выросли до 65.000 тонн.

## Иностранная литература
- «Military Thought» — том 21 c. 127[12]
- «Джавара»
- Lester W. Grau, Ali Ahmad Jalali. The campaign for the caves: the battles for Zhawar in the Soviet-Afghan War // The Journal of Slavic Military Studies. 2001. — Vol. 14, № 3.
- «Bases, set up in the regions of Sharshari and Kakari in the vicinity of the border between Iran and Afghanistan» «Summary of World Broadcasts: Far East» — Part of 3 «Резюме мировых трансляций: Дальний Восток» — часть 3. 1986 год
- «Kakari-Sharshari mojahedin base area northwest of Herat» «Daily Report: Central Eurasia» Foreign Broadcast Information Service United States Columbia Universaty. Foreign Broadcast Information Service, Издатель The Service, 1995— 15-20 — Page 34 «Ежедневный отчет: Центральная Евразия» Выпуски 15-20 — страница 34. Колумбийский университет США 1995 год
- «Текущий Дайджест Советской прессы 1986 год» — «The Current Digest of the Soviet Press» 38, 27-52 Autor Joint Committee on Slavic Studies (U.S.), American Council of Learned Societies, Social Science Research Council (U.S.), American Association for the Advancement of Slavic Studies American Association for the Advancement of Slavic Studies, 1986
- Lester W. Grau «Defeating Guerrilla Logistics: Soviet Operation „TRAP“ in Western Afghanistan» "Preparing for the Offensive Against «Kokari-Sharshari» Supply Depot" (Ссылка на абзац — 14). Z.Azimi, interview with A. A. Jalali, 27 July 2017, in Berlin, Germany. Major General Azimi led a Mujahideen group in Herat during the Soviet occupation in 1980s and was in the field during the 1985 Soviet-DRA offensive against the «Kokari-Sharshari» Mujahideen base
- «Kakari-Sharshari mojahedin base area northwest of Herat» «Daily Report: Central Eurasia» Foreign Broadcast Information Service United States Columbia Universaty. Foreign Broadcast Information Service, Издатель The Service, 1995— 15-20 — Page 34 «Ежедневный отчет: Центральная Евразия» Выпуски 15-20 — страница 34. Колумбийский университет США 1995 год
- «Кокари-Шаршари» (оригинал англ.) «Резюме мировых трансляций: Дальний Восток» — часть 3. 1986 год и «Ежедневный отчет: Центральная Евразия» Выпуски 15-20 — страница 34. Колумбийский университет США 1995 год
- «Mujahideen bases at Shar-Shari and Kakari on the Iranian border» HERAT province District GULRAN page 28 A6actrep Dale:14/02/90 ДОКЛАД — «UNHCR BACKGROUND REPORT» «Верховный комиссар Организации Объединенных Наций по делам беженцев» «ПРОВИНЦИЯ ГЕРАТ» Афганистан (1990 год стр.28) — Провинции Герат, уезд Гульран
- «Fountainhead of Jihad The Haqqani Nexus 1973—2012» by Vahid Brown